# Kukalka Delalandeova
Kukalka Delalandeova (Coua delalandei) byl pták z čeledi kukačkovití (Cuculidae) a rodu kukalka (Coua). Druh popsal Coenraad Jacob Temminck, nizozemský aristokrat a zoolog, v Nouveau Recueil de planches coloriées d'oiseaux roku 1827 jako Coccycus Delalandei. Kukalka Delalandeova byla monotypickým druhem, a nevytvářela tedy poddruhy.

## Popis
Kukalka Delalandeova měřila 56–57 cm, s 30cm ocasem a 22cm křídly. Zbarvení bylo na zádech převážně leskle modré, břicho bylo kaštanové a hruď měla bílé zbarvení. Černý zobák měřil 4,5 cm. Končetiny byly, stejně jako zobák, černé a běhák měřil 7,1 cm. Sexuální dimorfismus se nevyvinul. Druh byl obratný a na rozdíl od některých jiných ostrovních ptáků uměl létat. O některých návycích tohoto ptáka se nedochovaly informace. Není například známo, jak se rozmnožoval. Kukalka Delalandeova se živila především plži, například zástupci rodu oblovek. Jejich tvrdou schránku rozbíjeli tito ptáci pomocí kamenů, které sloužily jako kovadlina. Když schránka praskla, měkké tělo vytáhli zobákem. Pokud si zobáky umazali slizem, vždy si je čistili. Kukalka Delalandeova se ozývala zvukem "crouou" (na základě pozorování v zajetí).

## Výskyt
Obývala deštné lesy na ostrově Nosy Boraha (Île Sainte-Marie) nacházející se u východního pobřeží Madagaskaru. O výskytu na Madagaskaru samotném nejsou důkazy; všechny známé exempláře pocházejí pouze z Nosy Boraha.

### Vyhynutí
Původní les ostrova Nosy Boraha byl vykácený a ptáci byli navíc loveni. Došlo také k introdukci nových predátorů. Mezi lety 1831–1832 byl pták velmi vzácný a od roku 1834 nebyl pozorován, ačkoli pocházejí údajně zprávy o domorodcích, kteří ptáci lovili ještě ve dvacátých letech 20. století. Mezinárodní svaz ochrany přírody (IUCN) druh hodnotí jako vyhynulý (od 1994). Exempláře jsou v muzeích v Leidenu, New Yorku, Paříži, Londýně, Philadelphii, Cambridge a Antananarivu.